# Alpha bis Omega
Alpha bis Omega war eine vom Bayerischen Fernsehen meist im Rahmen der Space Night ausgestrahlte Fernsehsendung. Inhalt war ein Gespräch zwischen dem Astrophysiker Harald Lesch und dem katholischen Theologen und Priester Thomas Schwartz zu einem theologisch-philosophischen Thema.

## Aufmachung
Lesch, selbst protestantischer Christ, brachte in die Gespräche oft naturwissenschaftliche Gesichtspunkte ein, während Schwartz aus der theologischen Perspektive argumentierte. Lesch übernahm dabei meist auch die Rolle eines Moderators und stellte dem Theologen Schwartz Fragen. In der Regel endeten die Gespräche versöhnlich.
Die Sendung gestaltete sich kurzweilig und ungezwungen, war dabei aber bewusst geruhsam gehalten, was sich durch die Wahl der Drehorte (unhektische Umgebungen wie Museen oder Naturgebiete) und den Gesprächsstil beider Akteure (die auch persönlich befreundet sind) ebenso zeigte, wie durch ruhige Kameraführung mithilfe einer Steadycam und wenige Schnitte.
Während ihres Gesprächs, bei dem sie manchmal auch den Zuschauer direkt ansprachen, durchwanderten Lesch und Schwartz den Drehort gemächlich und blieben zuweilen stehen, um Begriffe genauer zu erklären oder Elemente der Umgebung mit in die Sendung einzubeziehen.
Die Titelmusik entstammte einer instrumentalen Passage des Liedes Clocks von Coldplay.

## Folgen
| Episode | Titel                           | Jahr | Drehort                                       | Länge   |
| ------- | ------------------------------- | ---- | --------------------------------------------- | ------- |
| 1       | Glück                           | 2003 | Chiemsee und Neues Schloss Herrenchiemsee     | 41 min. |
| 2       | Weihnachten                     | 2003 | Chiemsee und Kloster Frauenchiemsee           | 42 min. |
| 3       | Auferstehung                    | 2004 | Predigtstuhlgipfel bei Bad Reichenhall        | 42 min. |
| 4       | Bergpredigt                     | 2004 | Glyptothek München                            | 40 min. |
| 5       | Der Anfang von Allem            | 2004 | Ägyptothek                                    | 43 min. |
| 6       | Einsamkeit                      | 2004 | Schönramer Filz                               | 42 min. |
| 7       | Engel                           | 2004 | Flugwerft Schleißheim                         | 43 min. |
| 8       | Gewissen                        | 2004 | neutrales Studio                              | 43 min. |
| 9       | Liebe                           | 2004 | Königssee                                     | 42 min. |
| 10      | Tohuwabohu                      | 2004 | Schlossgarten Schleißheim                     | 44 min. |
| 11      | Zufall                          | 2004 | Spielbank in Bad Reichenhall                  | 42 min. |
| 12      | Existiert Gott?                 | 2005 | Altmühltal – Wacholderheide Oberbayern        | 28 min. |
| 13      | Gnade                           | 2005 | Friedhof Oberpfalz in Dietkirchen             | 28 min. |
| 14      | Leid                            | 2005 | Juramarmorsteinbruch Oberbayern in Titting    | 27 min. |
| 15      | Sinn                            | 2005 | Veitshöchheim – Rokokogarten Unterfranken     | 28 min. |
| 16      | Wahrheit                        | 2005 | Weinberg in Güntersleben, Unterfranken        | 28 min. |
| 17      | Was ist der Mensch?             | 2005 | Eichstätt – Figurenfeld "Wünsche", Oberbayern | 29 min. |
| 18      | Freude                          | 2006 | Olympiastadion München                        | 27 min. |
| 19      | Heiland                         | 2006 | Dom zu Unserer Lieben Frau, München           | 42 min. |
| 20      | Grenzen des Verstehens          | 2006 | Pinakothek der Moderne, München               | 27 min. |
| 21      | Beten                           | 2007 | Wallfahrtsbasilika Vierzehnheiligen           | 28 min. |
| 22      | Glaube, Aberglaube und Horoskop | 2007 | Wendelsteingipfel                             | 30 min. |
| 23      | Nächstenliebe                   | 2008 | Schloss Neuschwanstein                        | 28 min. |